# Erik Solbakken
Erik Solbakken (ur. 17 listopada 1984 w Hemsedal) – norweski prezenter telewizyjny.

## Życiorys
Reprezentował Norwegię w młodzieżowym Pucharze Świata w Wędkarstwie muchowym.
Studiował dziennikarstwo na Uniwersytecie w Voldzie. Od 2005 pracuje w telewizji NRK, dla której prowadził wiele programów dla dzieci, takich jak np. Barne-tv, Julemorgen, Krem Nasjonal czy Superkviss. Był również gospodarzem audycji Barnetimen for de minste w NRK Radio 2. W 2009 zaczął prowadzić program NRK1 Krem Nasjonal. Za prowadzenie programu Utfordringen otrzymał nagrodę na festiwalu Nordic Children-TV 2009 za wygraną w kategorii „Najlepszy prezenter”.
W maju 2010 wraz z Haddy N’jie i Nadią Hasnaoui poprowadził 55. Konkurs Piosenki Eurowizji organizowany w Oslo. W 2011 z N’jie poprowadził galę wręczenia prestiżowych nagród sportowych Idrettsgallaen, która transmitowana była na żywo przez NRK. W maju 2011 poprowadził finał 12. Konkursu Eurowizji dla Młodych Tancerzy organizowanego w Oslo.
W latach 2013–2014 wraz z Jenny Skavlan współprowadził Melodi Grand Prix, konkurs wyłaniający reprezentanta Norwegii w Konkursie Piosenki Eurowizji.